# Young Ones FC
El Young Ones FC fue un equipo de fútbol de Namibia que jugó en la Premier League de Namibia, la primera división de fútbol del país.

## Historia
Fue fundado en el año 1972 en la capital Windhoek por un grupo de jóvenes inexpertos del barrio de Khomasdal, y en 1981 logra el ascenso a la Premier League de Namibia cuando el territorio aún no era independiente.
Tras el ascenso el equipo mostró un nivel de juego que no se había visto en el país a un nivel que hacía parecer a los rivales equipos desorganizados, alcanzando la final de la Copa Metropolitana en 1987 y el título de la Copa Mainstay y la Metropolis Life en 1988, además de la Castle Cup en 1990. Fue uno de los equipos fundadores de la Premier League de Namibia tras la independencia del país en 1991 finalizando en octavo lugar.
El club llegó a dos finales consecutivas de la Copa de Namibia a inicios de los años 1990, clasificando a la Copa CAF en dos ocasiones alcanzando la segunda ronda en 1993. Tras la cancelación de la liga en 1997 al año siguiente pasa a llamarse Nashua Young Ones, manteniendo la categoría hasta su descenso en la temporada 2002/03.
Tras ocho temporadas en la segunda categoría y retomaron su nombre original, el club termina desapareciendo por problemas financieros, sin embargo en 2012 nace un equipo con el mismo nombre pero no se considera como sucesor del equipo desaparecido.

## Palmarés
- Copa Mainstay: 1

1988
- Copa Matropolis Life: 1

1988
- Castle Cup: 1

1990

## Participación en competiciones de la CAF
| Temporada | Torneo   | Ronda      | Club             | Casa | Visita | Global |
| --------- | -------- | ---------- | ---------------- | ---- | ------ | ------ |
| 1993      | Copa CAF | Preliminar | Linare FC        | 4-2  | 1-1    | 5-3    |
| 1993      | Copa CAF | 1          | Profund Warriors | w.o. | w.o.   | w.o.   |
| 1993      | Copa CAF | 2          | Insurance FC     | 2-1  | 0-7    | 2-8    |
| 1994      | Copa CAF | 1          | 1.º de Maio      | w.o. | w.o.   | w.o.   |

## Jugadores

### Jugadores destacados
- Victor Helu[9]